# Gråryggig cistikola
Gråryggig cistikola (Cisticola subruficapilla) är en fågel i familjen cistikolor inom ordningen tättingar.

## Utseende och läte
Gråryggig cistikola är en medelstor cistikola med streckad rygg. Utseendet varierar geografiskt, från gråryggig och streckbröstad i söder till rostryggig och bröstet ofläckat i norr. Sången består av en kort och explosiv accelererande drill. Bland lätena hörs ett stigande, tvådelat "chu-cheee". Arten är mycket lik jämmercistikolan, men skiljer sig på lätet, mindre näbb, ej lika beigefärgad undersida och avsaknad av rostrött inslag i vingen.

## Utbredning och systematik
Gråryggig cistikola förekommer i södra Afrika och delas in i sex underarter i tre grupper med följande utbredning:
- Cisticola subruficapilla newtoni – sydvästra Angola till Namibia (Kaokoveld)
- subruficapilla-gruppen
  - Cisticola subruficapilla windhoekensis – centrala Namibia (Waterberg, Naukluft)
  - Cisticola subruficapilla karasensis – södra Namibia (Namaqualand) till norra Norra Kapprovinsen i Sydafrika
  - Cisticola subruficapilla namaqua – västra Sydafrika: Oranjefloden söderut till Oliphants River, österut till västra Karroo
  - Cisticola subruficapilla subruficapilla – sydvästra Sydafrika (söder om Oliphants River, i öster till Knysna)
- Cisticola subruficapilla jamesi – östcentrala Sydafrika (södra Fristatsprovinsen och Östra Kapprovinsen)

### Familjetillhörighet
Cistikolorna behandlades tidigare som en del av den stora familjen sångare (Sylviidae). Genetiska studier har dock visat att sångarna inte är varandras närmaste släktingar. Istället är de en del av en klad som även omfattar timalior, lärkor, bulbyler, stjärtmesar och svalor. Idag delas därför Sylviidae upp i ett antal familjer, däribland Cisticolidae.

## Levnadssätt
Gråryggig cistikola hittas i höglänta områden, i fynbos och karroo. Den ses vanligen i områden med en blandning av sten, buskar och gräs. Arten är tillbakadragen och ses enstaka eller i par.

## Status och hot
Arten har ett stort utbredningsområde, men tros minska i antal, dock inte tillräckligt kraftigt för att den ska betraktas som hotad. Internationella naturvårdsunionen IUCN listar arten som livskraftig (LC).

## Namn
Cistikola är en försvenskning av det vetenskapliga släktesnamnet Cisticola som betyder "cistroslevande".